# Al-Rifa'i District
Al-Rifa'i District är ett distrikt i Irak.   Det ligger i provinsen Dhi Qar, i den sydöstra delen av landet, 240 km sydost om huvudstaden Bagdad.